# 白山站 (香川縣)
白山站（日语：／ Shirayama eki */?）是位於香川縣木田郡三木町、隷屬於高松琴平電氣鐵道（琴電）長尾線的車站。車站編號為N14，現為無人車站。

## 車站構造
現時採用簡易車站模式營運，不設有站房，所有站房功能都全設置於月台上的有蓋候車亭內。月台兩端均有無障礙斜道進出車站。

### 月台
側式月台1座。月台上設有長約10米的有蓋候車亭，內設有1組對應出、入站的IC卡感應器、一部簡易式自動售票機、自動販賣機及候車長櫈。列車停靠時，往高松築港方向為右側上落；往長尾方向為左側上落。
| 路線     | 方向 | 目的地       | 備註 |
| -------- | ---- | ------------ | ---- |
| ■ 長尾線 | 上行 | 高松築港方向 |      |
| ■ 長尾線 | 下行 | 長尾方向     |      |

## 歷史
- 1912年4月30日：開業啟用。
- 1935年：增設第2個側式月台，列車可交會。
- 1947年7月25日：隨著真行寺站（即現時井戶站）啟用，列車交會設備撤走。

## 使用狀況
| 1日上落人數推斷 | 1日上落人數推斷 |
| 年度            | 1日平均人數     |
| --------------- | --------------- |
| 2011            | 283             |
| 2012            | 257             |
| 2013            | 274             |
| 2014            | 255             |
| 2015            | 271             |
| 2016            | 275             |
| 2017            | 265             |
| 2018            | 259             |
| 2019            | 259             |
| 2020            | 192             |
| 2021            | 192             |
| 2022            | 233             |

## 相鄰車站
高松琴平電氣鐵道
■長尾線
學園通（N13）－白山（N14）－井戶（N15）

## 外部連結
- 高松琴平電鐵白山站資訊 （页面存档备份，存于）（日語）